# Val di Zoldo

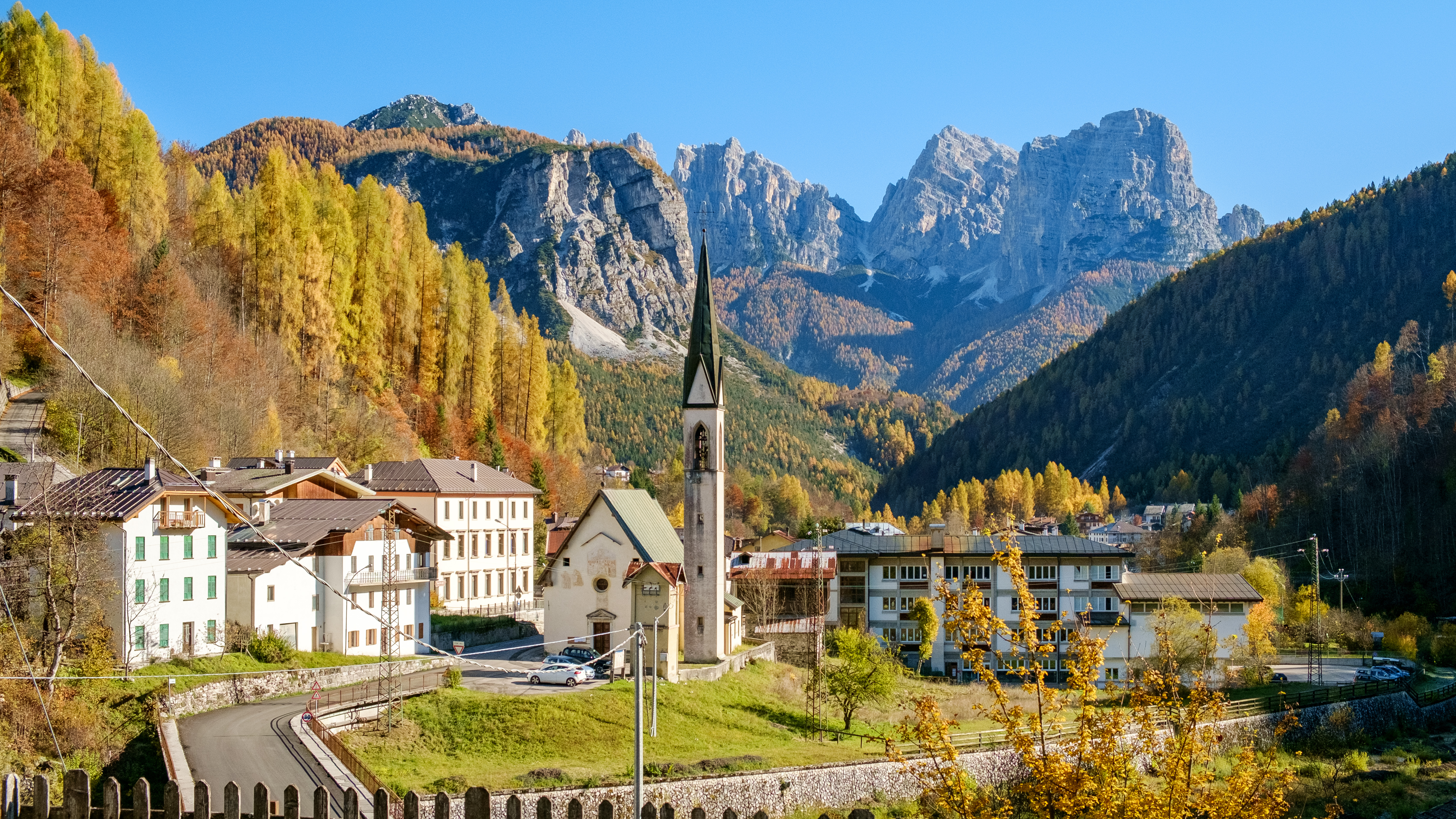

Val di Zoldo eller Val Zoldana är en dal i södra Dolomiterna i Italien. Här har bland annat deltävlingar vid världscupen i alpin skidåkning avgjorts.

### Fotnoter
1. ↑  ”Kalender Val Zoldana - Alpint”. Eurosprot. 1-2 december 1990. Arkiverad från originalet den 22 februari 2014. https://web.archive.org/web/20140222231500/http://www.eurosport.se/alpint/valzoldana/1990-1991/slalom_mtc169200/calendar-result.shtml. Läst 13 februari 2014.